# Megaselia alius
Megaselia alius är en tvåvingeart som beskrevs av Ronald Henry Lambert Disney 2003. Megaselia alius ingår i släktet Megaselia och familjen puckelflugor. Inga underarter finns listade i Catalogue of Life.